# Mitseró
 (février 2025).
Si vous disposez d'ouvrages ou d'articles de référence ou si vous connaissez des sites web de qualité traitant du thème abordé ici, merci de compléter l'article en donnant les références utiles à sa vérifiabilité et en les liant à la section « Notes et références ».
Mitseró (grec moderne : Μιτσερό) est un village situé dans le District de Nicosie de Chypre, à l'ouest de Nicosie. Traditionnellement, l'industrie locale est l'exploitation minière de pyrites.
Le village attire une attention généralisée en avril 2019 en raison des Meurtres de Mitseró.